# Fuyuzuki (1944)

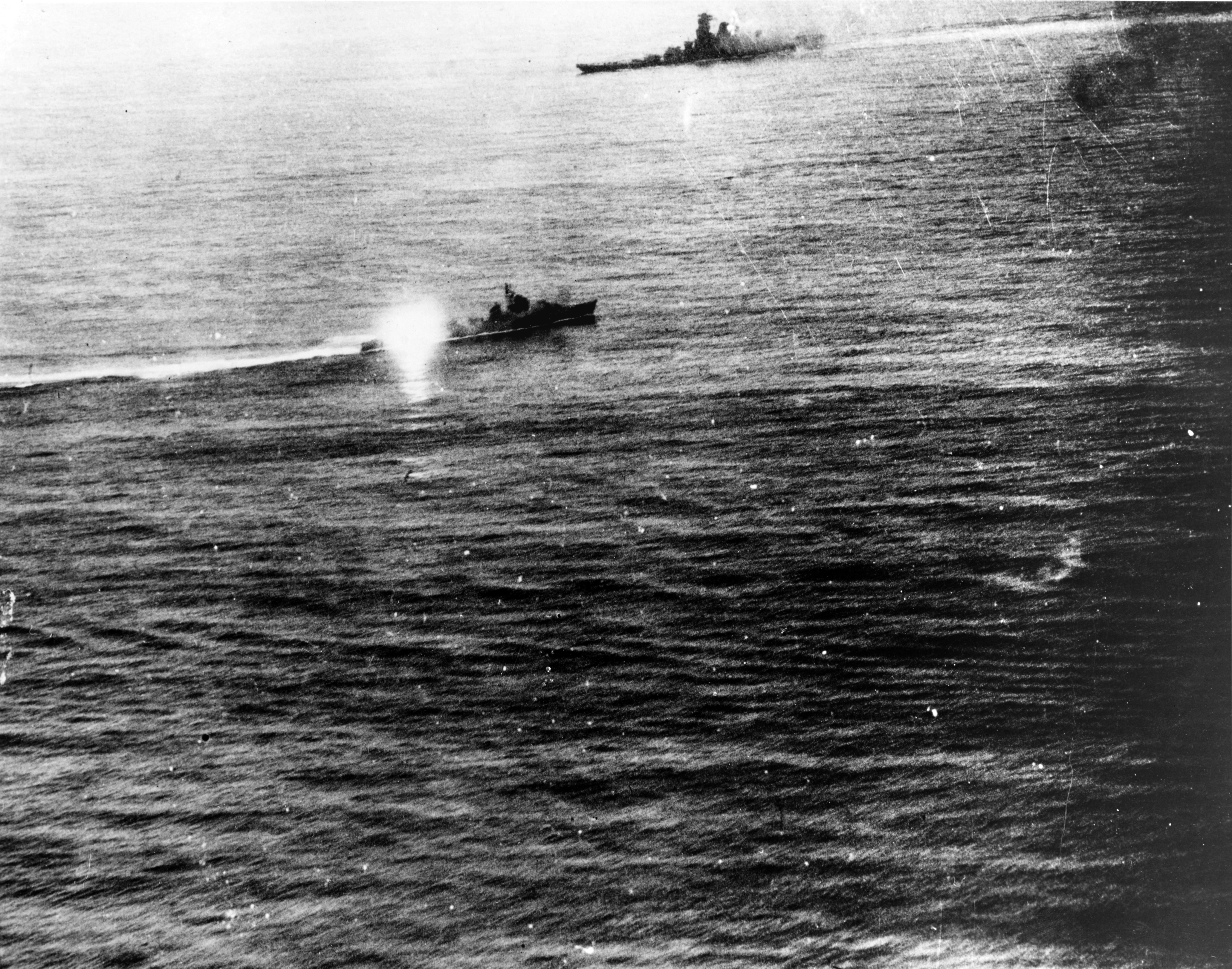
Niszczyciel "Fuyuzuki" lub „Suzutsuki” w centralnej części zdjęcia, w oddali pancernik "Yamato", podczas operacji Ten-gō

Fuyuzuki (kanji 冬月, katakana フユヅキ| pol. "zimowy księżyc") – japoński wielki niszczyciel z okresu II wojny światowej, typu Akizuki, w służbie od 1944 do końca wojny (spotykana też romanizacja "Fuyutsuki").

## Historia
"Fuyuzuki" należał do serii wielkich niszczycieli typu Akizuki, zaprojektowanych specjalnie jako okręty obrony przeciwlotniczej, których główne uzbrojenie stanowiło 8 nowych dział uniwersalnych kalibru 100 mm, o świetnych charakterystykach balistycznych. Był drugim okrętem drugiej serii Akizuki (numer budowy 361) i pierwszym okrętem typu, na którym wprowadzono pewne uproszczenia, przede wszystkim brak rufowego dalmierza i systemu kierowania ogniem.
Stępkę pod budowę okrętu położono 8 maja 1943 w stoczni Marynarki w Maizuru, kadłub wodowano 20 stycznia 1944, a okręt wszedł do służby 25 maja 1944. Nazwa, podobnie jak pozostałych niszczycieli tej serii, związana była z Księżycem i oznaczała "Zimowy Księżyc".

## Służba
Początkowo po wejściu do służby jego załoga szkoliła się na wodach Japonii w składzie 11. Flotylli Niszczycieli (ang. Desron 11). 29-30 czerwca 1944 odbył rejs zaopatrzeniowy z Yokosuka na Chichi-jima, a 15-17 lipca z Kure na Okinawę. 15 lipca 1944 przydzielony do 41. Dywizjonu Niszczycieli 10. Flotylli Niszczycieli 3. Floty, wraz z innymi jednostkami typu. Podczas eskorty krążownika „Ōyodo”, został storpedowany i uszkodzony 12 października 1944 przez amerykański okręt podwodny USS "Trepang" (uszkodzony dziób i wieża dziobowa). Remontowany był w Kure do 20 listopada 1944.
23-30 listopada 1944 eskortował lotniskowiec eskortowy "Junyo" w misji transportowej z Kure do Manili, następnie 1-9 grudnia z Manili do Mako i Sasebo. 31 stycznia 1945 został lekko uszkodzony na mieliźnie koło Oita. Po naprawach w Kure, do marca pozostawał na wodach Japonii.
"Fuyuzuki" wziął udział w ostatniej operacji japońskiej floty Ten-gō 7 kwietnia 1945 – rajdzie z pancernikiem "Yamato". Ratował rozbitków z "Yamato" i zdjął załogę z uszkodzonego niszczyciela „Kasumi”, którego dobił torpedami. Lekko uszkodzony ostrzałem amerykańskich samolotów (12 zabitych, 12 rannych). 1 czerwca 41. Dywizjon przemianowano na 31. Flotyllę Eskortową. 20 sierpnia 1945 "Fuyuzuki" został ciężko uszkodzony na Morzu Japońskim koło Moji (Kitakyūshū) na minie lotniczej, która urwała mu rufę, nie wyremontowany do końca wojny. Skreślony z listy floty 20 listopada 1945. W 1948 został złomowany.
Dowódcy:
- kmdr por/kmdr Eiji Sakuma (maj 1944 – 1 marca 1945)
- kmdr por/kmdr Hiroo Yamana (1 marca 1945 – wrzesień 1945)

## Dane techniczne
Opis konstrukcji i szczegółowe dane – w artykule niszczyciele typu Akizuki

### Uzbrojenie i wyposażenie
- 8 dział uniwersalnych kalibru 100 mm Typ 98 w wieżach dwudziałowych (4xII)
  - długość lufy – L/65 (65 kalibrów), kąt podniesienia – 90° donośność – 19 500 m (pozioma), 14 700 m (maks. pionowa), masa pocisku – 13 kg. Zapas amunicji – po 300 nabojów
- 15 – 48 działek przeciwlotniczych 25 mm Typ 96, na stanowiskach potrójnych i pojedynczych (początkowo 4 lub 5xIII, ilość zwiększana w latach 1944-45)
- 4 wkm 13,2 mm plot (prawdopodobnie od połowy 1944)
- 4 wyrzutnie torpedowe 610 mm Typ 92 model 4 (1xIV) (8 torped Typ 93)
- 2-4 miotacze bomb głębinowych Typ 94, zrzutnie bg (72 bomby głębinowe)

- system kierowania ogniem artylerii głównej: 4,5-metrowy dalmierz stereoskopowy (na nadbudówce dziobowej) z przelicznikiem artyleryjskim Typ 94.
- urządzenia kierowania ogniem artylerii plot: 2,5-metrowy dalmierz, dwa 1,5-metrowe dalmierze
- szumonamiernik
- radar: dozoru ogólnego model 21 (21 Gō), być może następnie dozoru ogólnego model 22 i dozoru powietrznego model 13